# 尼敦·巴斯達
尼敦·祖瑟夫·巴斯達（英語：Nathan Joseph Baxter；1998年11月8日—）是一名英格蘭職業足球員，司職龍門，現時效力英甲球會保頓。

## 球會生涯
於倫敦出生的巴斯達於克雷流浪開始足球生涯。他在八歲時轉投英超球會車路士的青訓學院，並在2015–16賽季隨隊奪得當季的英格蘭足總青年盃及歐洲青年聯賽冠軍。
巴斯達於2016年8月首次被外借，加盟依斯米安聯賽球會首都警察，直至2017年1月的冬季轉會窗。他在首都警察的四個月於各項賽事共上陣19次。
他在2017年1月回到車路士後隨即被外借到全國聯賽球會索利赫爾摩爾至季尾。同月21日，他在對陣波利咸活特的比賽中首次為球隊上陣，並保持了清白之身，球隊以0–0賽和對手。他在接下來的三場比賽兩次零封對手，他在該賽季共為球隊上陣17次。
2017年6月21日，巴斯達被外借到全國聯賽球會禾京，為期一季。他在聯賽揭幕戰上演地標戰，協助球隊以2–1主場擊敗盖茨黑德。巴斯達於當季在各項賽事為球會上陣48次，共4320分鐘，是該賽季的車路士外借球員中上陣時間最多的球員。
2018年6月26日，英乙球會伊奧維外借簽入巴斯達，為期一季。他在對陣貝利的英乙揭幕戰中首次於英格兰足球联赛上陣，伊奧維最終以1–0敗陣。同年11月5日，他成為了當時唯一一位於英格蘭的一隊比賽中上陣超過100次的20歲以下職業守門員。賽季期間，巴斯達曾在各項比賽連續六場，共10小時12分鐘不失球，刷新了球會的紀錄。他於當季為球隊上陣38次，並在季尾的球會年度頒獎典禮中奪得五個獎項，包括球會年度最佳球員及年度最佳年輕球員。
2019年6月19日，蘇超球會罗斯郡與車路士達成協議，租借巴斯達一季。他於賽季早段肩膀受傷，但在傷愈復出後曾連續14場比賽上陣。
2020年10月9日，巴斯達被外借到英甲球會阿克寧頓史丹利。
2021年6月25日，英冠球會侯城外借簽入巴斯達至季尾，他在同年11月6日首次為侯城上陣，協助球隊以2–0擊敗班士利，他在處子戰中的出色表現令他入選當週英冠最佳陣容。他在當季為球隊上陣18次，其中在聯賽上陣16次，並七次保持清白之身，他的撲救成功率高達79.5%，是當季英冠成功率最高的龍門。
2022年7月4日，侯城續借巴斯達一季，並設有買斷條款。同年11月，巴斯達因腳踝受傷而回到車路士接受治療，錯過了球隊於世界盃休賽期間到土耳其的集訓。由於球隊於冬季轉會窗外借簽入卡尔·达洛，因此他再未有機會為侯城上陣，侯城亦未啟動他的買斷條款。
2023年6月16日，車路士宣布巴斯達不獲續約，他將在6月30日約滿後以自由身離隊。英甲球會保頓在6月19日宣布巴斯達簽下一紙兩年的合約，將在同年7月1日以自由身加盟。巴斯達在8月5日對陣林肯城的英甲揭幕戰首次為保頓上陣，並零封對手，球隊以3–0取勝。

## 生涯統計
最後更新：2023年8月30日
| 效力球會               | 球季     | 聯賽       | 聯賽 | 聯賽 | 國家盃賽 | 國家盃賽 | 聯賽盃賽 | 聯賽盃賽 | 其他 | 其他 | 總計 | 總計 |
| 效力球會               | 球季     | 聯賽       | 上陣 | 入球 | 上陣     | 入球     | 上陣     | 入球     | 上陣 | 入球 | 上陣 | 入球 |
| ---------------------- | -------- | ---------- | ---- | ---- | -------- | -------- | -------- | -------- | ---- | ---- | ---- | ---- |
| 車路士                 | 2016–17  | 英超       | 0    | 0    | 0        | 0        | 0        | 0        | 0    | 0    | 0    | 0    |
| 車路士                 | 2017–18  | 英超       | 0    | 0    | 0        | 0        | 0        | 0        | 0    | 0    | 0    | 0    |
| 車路士                 | 2018–19  | 英超       | 0    | 0    | 0        | 0        | 0        | 0        | 0    | 0    | 0    | 0    |
| 車路士                 | 2019–20  | 英超       | 0    | 0    | 0        | 0        | 0        | 0        | 0    | 0    | 0    | 0    |
| 車路士                 | 2020–21  | 英超       | 0    | 0    | 0        | 0        | 0        | 0        | 0    | 0    | 0    | 0    |
| 車路士                 | 2021–22  | 英超       | 0    | 0    | 0        | 0        | 0        | 0        | 0    | 0    | 0    | 0    |
| 車路士                 | 2022–23  | 英超       | 0    | 0    | 0        | 0        | 0        | 0        | 0    | 0    | 0    | 0    |
| 車路士                 | 總計     | 總計       | 0    | 0    | 0        | 0        | 0        | 0        | 0    | 0    | 0    | 0    |
| 首都警察（外借）       | 2016–17  | 英依斯米安 | 14   | 0    | 2        | 0        | —        | —        | 3    | 0    | 19   | 0    |
| 索利赫爾摩爾（外借）   | 2016–17  | 英全國     | 17   | 0    | —        | —        | —        | —        | —    | —    | 17   | 0    |
| 禾京（外借）           | 2017–18  | 英全國     | 42   | 0    | 6        | 0        | —        | —        | 0    | 0    | 48   | 0    |
| 伊奧維（外借）         | 2018–19  | 英乙       | 34   | 0    | 1        | 0        | 1        | 0        | 2    | 0    | 38   | 0    |
| 罗斯郡（外借）         | 2019–20  | 蘇超       | 13   | 0    | 1        | 0        | 0        | 0        | —    | —    | 14   | 0    |
| 阿克寧頓史丹利（外借） | 2020–21  | 英甲       | 16   | 0    | 1        | 0        | 0        | 0        | 2    | 0    | 19   | 0    |
| 侯城（外借）           | 2021–22  | 英冠       | 16   | 0    | 1        | 0        | 1        | 0        | 0    | 0    | 18   | 0    |
| 侯城（外借）           | 2022–23  | 英冠       | 12   | 0    | 0        | 0        | 0        | 0        | 0    | 0    | 12   | 0    |
| 保頓                   | 2023–24  | 英甲       | 5    | 0    | 0        | 0        | 1        | 0        | 0    | 0    | 6    | 0    |
| 生涯總計               | 生涯總計 | 生涯總計   | 169  | 0    | 12       | 0        | 3        | 0        | 7    | 0    | 191  | 0    |

1. ↑  其中兩場Alan Turvey錦標（英语：Alan Turvey Trophy），一場英格蘭足總錦標
2. 1 2  於英格蘭足球聯賽錦標賽上陣。

## 榮譽
車路士青年軍
- 英格蘭足總青年盃：2015–16（英语：2015–16 FA Youth Cup）[34]
- 歐洲青年聯賽：2015–16（英语：2015–16 UEFA Youth League）[35]

## 外部連結
- 伊奧維官方網站上的球員檔案